# Polidispersione

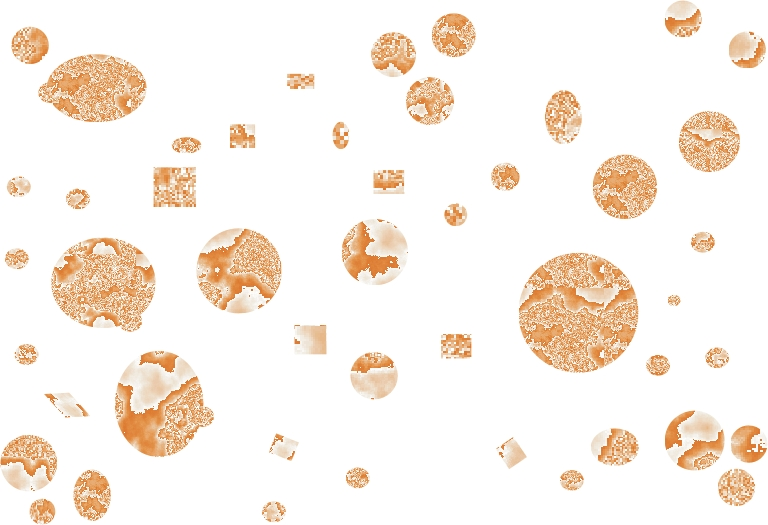
Rappresentazione di un ammasso polidisperso

Un ammasso di oggetti viene chiamato polidisperso o polidimensionale se hanno un esteso campo di dimensione, forma e massa caratteristiche.  Un campione di oggetti che abbiano una dimensione, forma e distribuzione di massa uniformi son detti monodispersi.  In pratica, gli ammassi polidispersi sono comuni poiché è relativamente facile creare un ammasso polidisperso di particelle, oggetti o polimeri. Ammassi monodispersi, d'altra parte, sono estremamente insoliti perché le sfide tecnologiche che devono essere superate per produrli sono spesso enormi.

## Esempi
- Polimeri: la maggior parte possiederà una distribuzione di massa molecolare
- Particelle: la maggior parte delle particelle prodotte possiederà un'ampia distribuzione di dimensione, area di superficie e massa.
- Pellicole sottili: la maggior parte delle pellicole sottili possiederà una distribuzione varia nel loro spessore.